# Aleksandar Kolčak
Aleksandar Vasiljevič Kolčak (Sankt-Peterburg, 16. studenog 1874. – Irkutsk, 7. veljače 1920.) - ruski istraživač, admiral, i državnik. Kao znanstvenik oceanograf sudjelovao je u polarnoj znanstvenoj ekspediciji (1900. – 1903.). Sudjelovao je u Rusko-japanskom ratu i u Prvom svjetskom ratu. Nakon propasti carske vlasti i početka Ruskog građanskog rata, nametnuo se kao jedan od vođa antikomunističke Bijele garde te bio predsjednik privremene bjelogardejske vlade u Sibiru. Nakon poraza, zarobili su ga pripadnici Crvene armije te su ga komunističke vlasti SSSR-a osudile na smrt strijeljanjem.

## Životopis

### Počeci
Rođen je u Sankt Peterburgu, kao sin mornaričkog časnika. Završio je pomorsku školu, nakon koje je služio u 7. pomorskom bataljonu u rodnom gradu. Od 1895. do 1899. služio je u Vladivostoku. Poslije toga je prebačen u Kronštat. Sudjelovao je u Tolovoj polarnoj ekspediciji 1900. i bio je vođa jedne od dvije skupine. Nakon znatnih poteškoća vratio se u prosincu 1902. Vođa druge grupe se izgubio. Izučavali su Sjeverni ledeni ocean na brodu Zarja.
Za vrijeme Rusko-japanskog rata, Kolčak je prebačen u Port Arthur 1904. Zapovijedao je krstaricom i dobio je medalju. Kako se produžila opsada luke postao je zapovjednik kopnene vojske. Bio je ranjen i zarobljen. Zbog lošeg zdravlja oslobođen je prije kraja rata. Postao je jedan od onih koji su modernizirali rusku vojsku.

### Prvi svjetski rat
Bio je u Pomorskom stožeru od 1906. i pridružio se baltičkoj floti, kada je izbio Prvi svjetski rat. Nadzirao je opsežno postavljanje obalnih minskih polja i zapovijedao je pomorskim snagama u Riškom zaljevu. Unaprijeđen je u kolovozu 1916. u čin viceadmirala, kao najmlađi viceadmiral u ruskoj mornarici. Postavljen je za zapovjednika Crnomorske flote. Glavni zadatak bila je podrška kopnenim operacijama vojske generala Nikolaja Judeniča protiv Osmanskog Carstva. Osim toga imao je zadatak suprotstaviti se prijetnji podmornica i planirati invaziju Bospora. Kolčakova flota je vrlo uspješno potapala turske brodove. Pošto nije bilo cestovne veze između ugljenokopa u istočnoj Turskoj i Konstantinopola, napadi ruske flote izazvali su velike probleme Turskoj. Tijekom 1916. zajedničkim kopneno-pomorskim napadom ruska Crnomorska flota je pomogla, da se osvoji Trabzon. Tijekom njegove naredbe dogodila se i nesreća kada je veliki ruski drednot "Carica Marija" eksplodirao u luci Sevastopolj 7. listopada 1916. godine. Nakon Veljačke revolucije, Crnomorska flota je utonula u kaos. Kolčaka su smijenili u lipnju 1917. godine. Putovao je u V. Britaniju i SAD kao vojni promatrač.

### Ruski građanski rat
Kada je izbila Oktobarska revolucija, Kolčak je bio u Japanu. Ponudio se Britancima da se bori u njihovoj armiji, ali Britanci su zaključili da je korisniji ako pobijedi boljševike i vrati Rusiju na stranu saveznika. Kolčak se vratio u Rusiju u Omsk, gdje je pristao da postane ministar bijele sibirske vlade, u kojoj su većinu činili eseri. U studenom 1918., nepopularna regionalna sibirska vlada svrgnuta je u državnom udaru. Kozaci pod atamanom Krasiljnikom uhitili su četiri esera. Nakon toga, Kolčak je tajnim glasovanjem izabran za predsjednika vlade. Esere je protjerao, ali njihove aktivnosti dovele su do male pobune u Omsku 22. prosinca 1918. godine. Pobunu su ugušili Kozaci i Čehoslovačka legija streljavši 500 pobunjenika. Eseri su započeli pregovore s boljševicima i u siječnju 1919. pridružili se Crvenoj armiji.
Kolčak je dobio diktatorska ovlaštenja. Provodio je žestoku vojnu diktaturu, hapsio je političke protivnike i progonio radnike, koji su preuzeli tvornice.

### Bijela garda
U početku je Bijela garda pod njegovim vodstvom imala uspjeha. Kolčak nije bio siguran u svoje zapovijedanje kopnenim operacijama, pa je strateško planiranje prepustio D. Lebedevu i njegovom stožeru. Krajem prosinca 1918., češka armija pod zapovjedništvom Rudolfa Gajde zauzela je Perm i odatle su se širili kao iz strateške baze. Plan je bio da postoje tri glavna pravca napada: Gajda da krene prema Arhangelsku, Kanžin da zauzme Ufu i da Kozaci pod Aleksandrom Dutovom zauzmu Samaru i Saratov.
Kolčak je imao 110,000 vojnika, a boljševici 96,000. Britanci su dobro opremili Kolčakovu vojsku. U ožujku 1919. zauzeli su Ufu i odatle napredovali prema Kazanu i približavali se Samari na Volgi. Pobune protiv boljševičke vlasti u Simbirsku, Kazanu, Vjatki i Samari pomagale su naporima Bijele garde. Novoformirana Crvena armija nije se pokazala sprema za borbu i samo su se povlačili. Dozvolili su Bijelima da napreduju do Orenburga i Uralska. Kolčak je držao teritorij od 300,000 km² sa 7 milijuna ljudi. U travnju 1919., boljševici su bili jako zabrinuti, pa su odupiranje Kolčaku postavili kao glavni prioritet. S dolaskom proljeća pokazalo se da je Kolčakova vojska imala jako udaljene borbene linije, koje su napredovale znatno dalje od mogućih linija opskrbe. Nastali su logistički problemi opskrbe. Crvena armija je s druge strane mobilizirala novu vojsku protiv Kolčaka.
Kolčak je izgubio simpatije potencijalnih saveznika češke legije i poljske 5. divizije. Oni su se povukli iz sukoba u listopadu 1918., ali ostali su bili i dalje prisutni. Njihov novi vođa Moris Janin, Kolčaka je smatrao pukim britanskim instrumentom. Kolčak nije mogao računati ni na japansku pomoć, jer su se Japanci bojali da bi se mogao umiješati u njihovu okupaciju ruskog Dalekog istoka. Utemeljili su i tamponsku državu istočno od Bajkala pod kozačkom kontrolom. Oko 7000 američkih vojnika u Sibiru nisu se miješali, jer su to smatrali unutarnjim ruskim pitanjem.

### Poraz i smrt
Kada se Crvena armija reorganizirala brzo je pobijedila Kolčaka. Protunapadi Crvenih su uslijedili u travnju 1919. godine. Crvena armija je zauzela Ufu 9. lipnja, a zatim je Mihail Tuhačevski probio liniju Bijelih na Uralu. Poslije toga, Crveni su brzo napredovali i zauzeli su Čeljabinsk 25. srpnja 1919. godine. Bijeli su uspjeli uspostaviti liniju oko Tobola i tu su privremeno zaustavili Crvene. Tu su držali front do listopada. Crveni su dobili pojačanja i sredinom listopada probili su front Bijelih kod Toboljska. Do studenog, Bijeli su se povlačili prema Omsku u neredu. Kolčak je počeo gubiti i međunarodnu pomoć pa su se čak i Britanci počeli više oslanjati na Denjikina. Bijeli su napustili Omsk 14. studenog 1919., pa su ga Crveni zauzeli bez ozbiljnijeg otpora. Crveni su zarobili veliku količinu streljiva i oko 50,000 vojnika i 10 generala. Kolčak je iz Omska krenuo u Irkutsk, ali zaustavili su ga Česi kod Nižnjeudinska. Krajem prosinca Irkutsk je pao u ruke lijevih (među njima su bili i eseri), a jedna od njihovih prvih akcija bila je smjena Kolčaka. Kada je Kolčak 4. siječnja 1920., čuo za to objavio je svoju ostavku i rekao je da predaje svoju poziciju Antonu Denjikinu, a vojsku atamanu G. Semjonovu. Izgledao je, da su Čehoslovaci obećali Kolčaku slobodan prolaz do britanske vojne misije u Irkutsku. Umjesto toga, predali su ga ljevičarskim vlastima u Irkutsku 14. siječnja 1920. godine. Vlada Irkutska je 20. siječnja predala vlast boljševicima. Bijela armija pod zapovjedništvom Vladimira Kapela je krenula prema Irkutsku, da ga spase, ali po naredbi iz Moskve strijeljan je 7. veljače 1920., a tijelo mu je bačeno u rijeku. Kada su Bijeli saznali za smrt Kolčaka odustali su od Irkutska. Crvena armija je tek 7. ožujka 1920. ušla u Irkutsk.
Kolčak nije bio sposoban planirati strateške planove ili koordinirati aktivnost s drugim generalima kao što su bili Anton Denjikin ili Nikolaj Judenič. Kao vođa političkog pokreta pod čijom kontrolom je bio velik teritorij, morao je biti odgovoran za mnoga zlodjela, krađe i silovanja na teritoriju pod njegovom kontrolom. Kao diplomat nije uspio uvjeriti potencijalno prijateljske države kao što su: Finska, Poljska i baltičke države, da se pridruže ratu protiv boljševika. Nije uspio dobiti diplomatsko priznanje od nijedne države, čak ni od Engleske.
Nakon povlačenja carističkih sila prema istoku, na taj put je krenuo i vlak s kraljevim zlatom i novcem. Caristi su uspjeli prevesti oko 1300 tona carevog zlata, srebra i ostalog blaga. Kada je blago Transsibirskom željeznicom stiglo u Omsk (tada središte admirala Kolčaka) Kolčak je zaplijenio vlak. U razdoblju od 1918. do 1919., Omsk je zbog tog blaga postao ekstravagantno mjesto Rusije. Financijski su ga pomagale i zapadne države (Engleska, Francuska), koje su se borile na strani bjelogardijca u Ruskom građanskom ratu. To blagostanje je neko vrijeme dobro služilo kontrarevoluciji u Sibiru. Dio zlata je ponijet na velikom sibirskom ledenom pohodu prema Čiti, pa se djelomično nalazi na dnu Bajkalskog jezera.
Nakon desetljeća, u Rusiji je pokrenut postupak za Kolčakovom rehabilitacijom. Godine 1999. regionalni vojni sud odbio je rehabilitaciju u dva navrata. Vrhovni sud je također odbio rehabilitaciju 2001. i 2004. god. Ustavni sud Rusije je vratio slučaj na ponovno saslušanje. Unatoč tome danas stoje spomenici admiralu Kolčaku u Irkutsku i Sankt Peterburgu. Postoji i Kolčakov otok.